# Anna Silvetti
Anna Silvetti (Barcelona, 17 de maio de 1957) é uma atriz espanhola.

## Filmografia

### Televisão
- Rosario (2013) .... Caridad Chavez
- Eva Luna (2010) .... Renata
- Amor comprado (2007) .... Morgada
- El cuerpo del deseo (2005).... Abigail
- Rebeca (2003) .... Dionisia Pérez
- Secreto de amor (2001) .... Victoria
- La mujer de mi vida (1998) .... Ricarda
- Pueblo chico, infierno grande (1997) .... Cleotilde
- Para toda la vida (1996) .... Flora Valderomos
- Buscando el paraíso (1994) .... Carmelita
- Agujetas de color de rosa (1994) .... Isaura
- De frente al sol (1992) .... Noemi Serrano
- Amor de nadie (1990) .... Nancy
- Morir para vivir (1989) .... Mercedes
- El pecado de Oyuki (1988) .... Elianne
- Rosa Salvaje (1987-1988) .... Eva
- La gloria y el infierno (1986)
- Crónica de familia (1986) .... Adriana
- La pasión de Isabela (1983) .... Regina
- Vivir enamorada (1982) .... Adriana

### Cinema
- Veneno para las hadas (1984) .... Mãe de Flavia

## Prêmios e indicações

### TVyNovelas
| Ano  | Categoria                | Telenovela           | Resultado |
| ---- | ------------------------ | -------------------- | --------- |
| 1993 | Melhor atriz antagonista | De frente al sol     | Indicado  |
| 1985 | Revelação feminina       | La pasión de Isabela | Venceu    |